# Orophotus montanus
Orophotus montanus là một loài ruồi trong họ Asilidae. Orophotus montanus được Ricardo miêu tả năm 1922.